# 1080年代
| 千纪： | 2千纪                                                                                            |
| 世纪： | 10世纪 \| 11世纪 \| 12世纪                                                                       |
| 年代： | 1050年代 \| 1060年代 \| 1070年代 \| 1080年代 \| 1090年代 \| 1100年代 \| 1110年代                 |
| 年份： | 1080年 \| 1081年 \| 1082年 \| 1083年 \| 1084年 \| 1085年 \| 1086年 \| 1087年 \| 1088年 \| 1089年 |

## 大事记
- 1084年，《资治通鉴》成书。
- 1085年，宋神宗去世，次年，司马光为相，废除王安石新法，史称元祐更化。
- 1087年，白河天皇退位，开始院政。

## 出生
- 李清照（1084年）

## 逝世
- 耶律乙辛（1083年）
- 宋神宗（1085年）
- 王安石（1086年）
- 司马光（1086年）